# Sviblovo
Sviblovo (Russisch: Свиблово uitspraakⓘ) is een station aan de Kaloezjsko-Rizjskaja-lijn van de Moskouse metro.

## Geschiedenis
Het station werd geopend op 29 september 1978 als 105e van het Moskouse metronet. Het maakt deel uit van de verlenging van de Kaloezjsko-Rizjskaja-lijn naar de gebieden aan de noordkant van de stad die in 1960 zijn geannexeerd. De naam van het station en de wijk zijn te danken aan het 14e-eeuwse dorp dat eigendom was van gouverneur F.A. Sviblo, een medewerker van Dmitri Donskoj. De achternaam van de gouverneur is afgeleid van het oud Russische woord voor lispelen.

## Ligging en inrichting
Het station kent twee ondergrondse verdeelhallen, elk boven een kopse kant van het perron, die met trappen met het perron zijn verbonden. De verdeelhallen zijn met voetgangerstunnels verbonden met toegangen langs de straat. De noordelijke toegangen liggen bij de Snezjnajastraat en de Amundsenstraat, de zuidelijke liggen aan weerszijden van de Snezjnajastraat net ten zuiden van het kruispunt met de Roesanovadwarsstraat. Ondergronds is er sprake van een luxe variant van de “duizendpoot”, een standaardontwerp uit 1960. In plaats van de betegeling van het standaardontwerp is royaal gebruikgemaakt van marmer. Het station werd onder leiding van architect R.I. Pogrebny en ingenieur L.B. Satskova gebouwd met geprefabriceerde onderdelen. De tunnelwanden zijn bekleed met wit en grijs geaderd koelga-marmer. De zuilen zijn geplaatst in twee rijen van 26 en zijn bekleed met marmer en inzetstukken van goudgeanodiseerd aluminium. Boven de trappen tussen de verdeelhallen en het perron zijn kunstwerken aangebracht. Het noordelijke paneel beeldt de legende van Igors regiment uit, het zuidelijke paneel laat meisjes in volkskleding zien. De fries van de tunnelwanden is opgesierd met wapenschilden en panelen van de hand van J.K. Korolev. De 48 mozaïeken, 24 op iedere tunnelwand, beelden de wapens af van Russische steden. Naast de mozaïeken is de plaatsnaam in Oudslavisch schrift aangebracht met gegoten letters. Ondanks het afscheid van communistische namen binnen de Russische toponymie in 1990 en 1991 bleef de naam Zagorsk, tegenwoordig Sergiev Posad, in het station gehandhaafd.

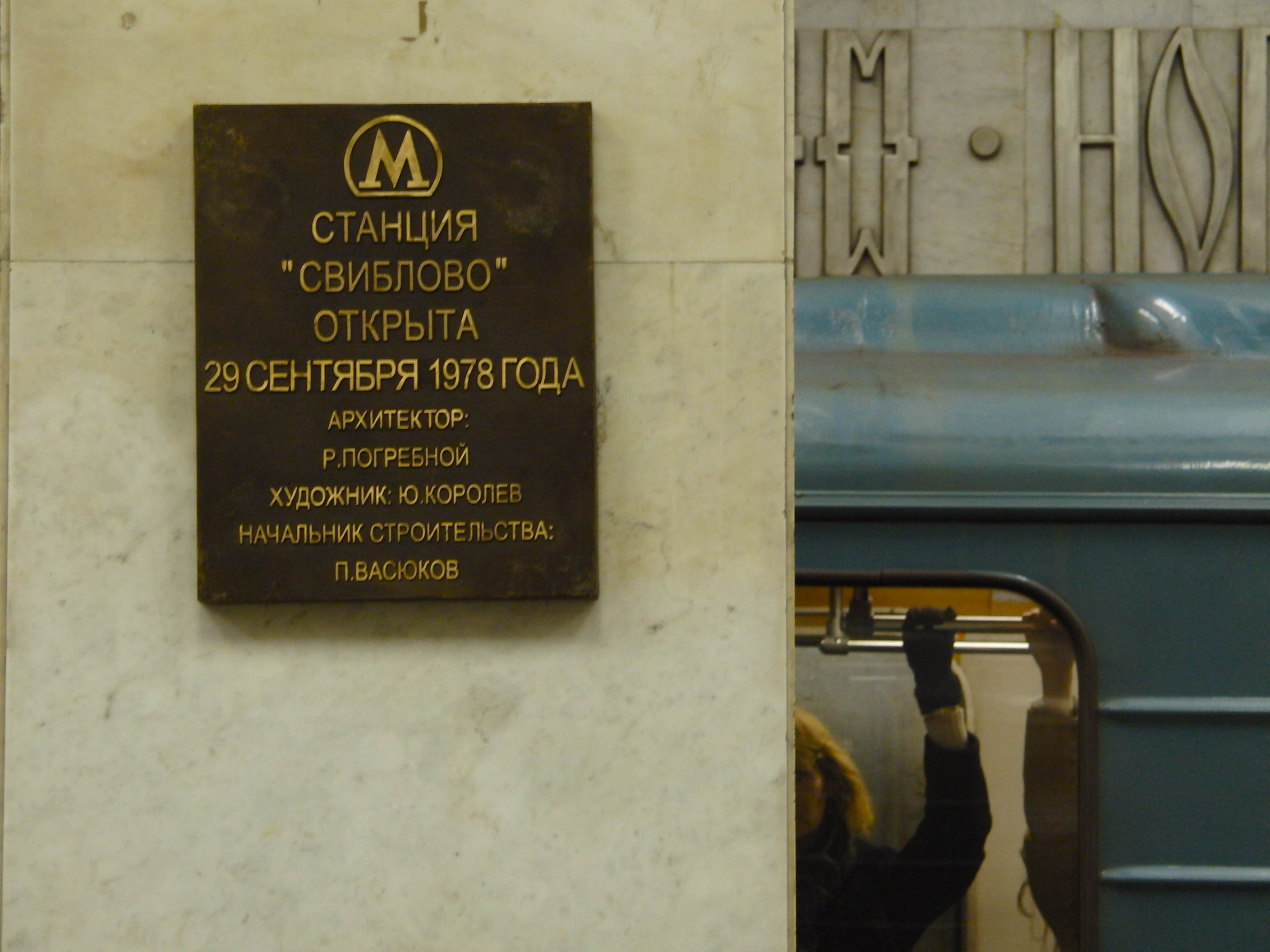
Het officiële naambord
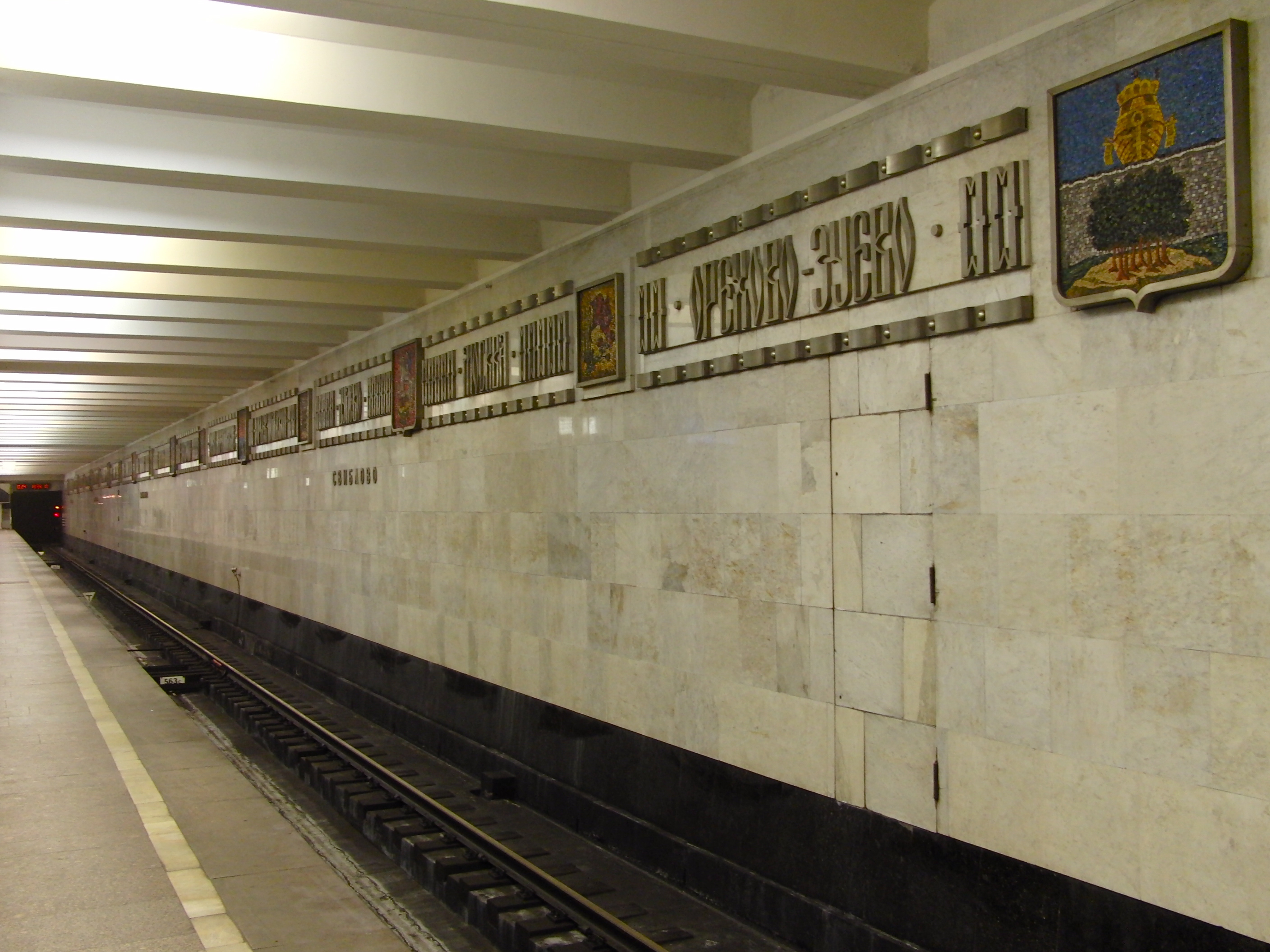
Sierlijst met de gemeentewapens van omliggende gemeenten rond Moskou
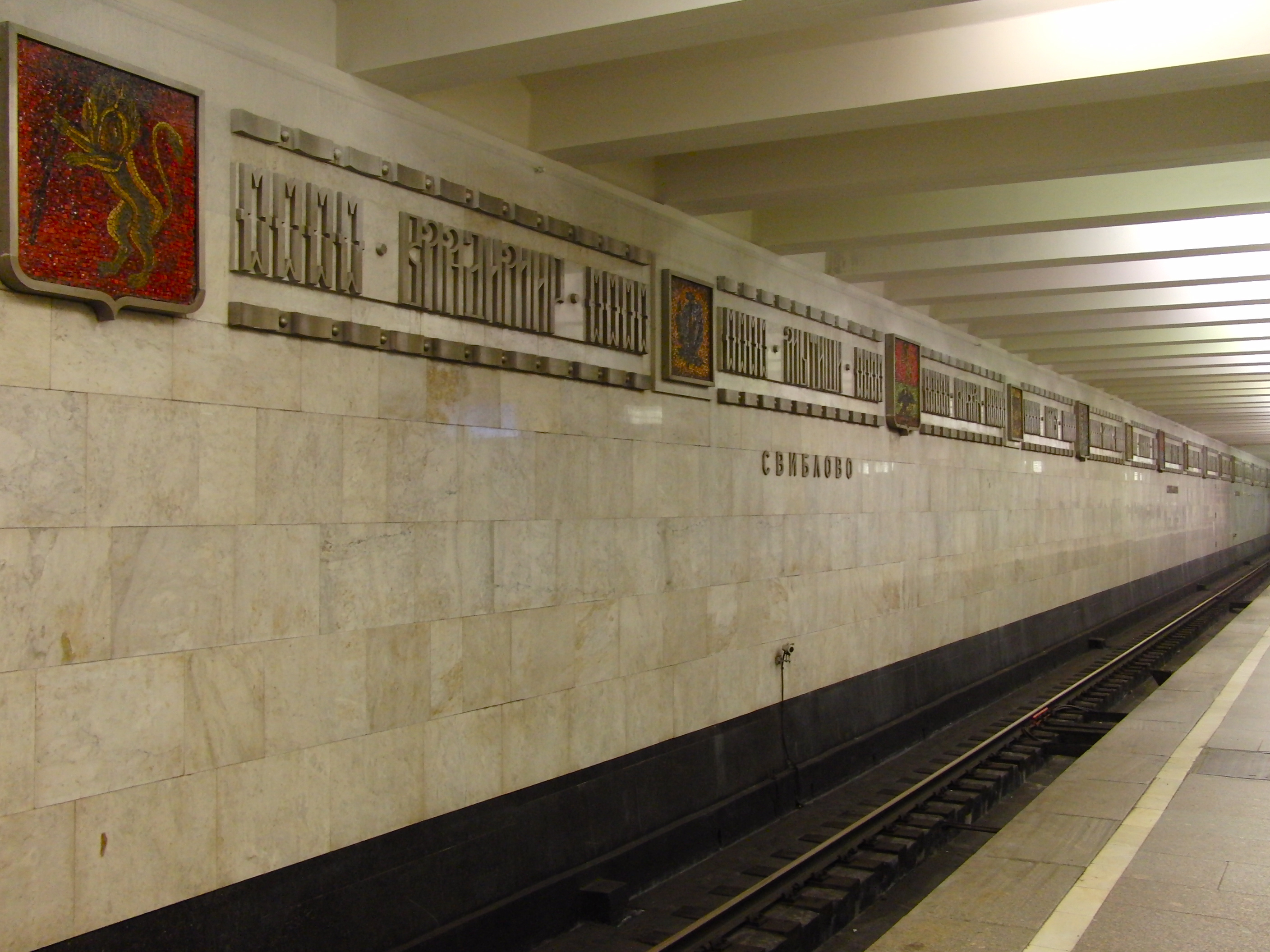
Sierlijst met de gemeentewapens van omliggende gemeenten rond Moskou

## Aansluitende sporen
Aan de noordkant van het station liggen verbindingssporen naar het gelijknamige depot. Deze sporen sluiten aan op het westelijke spoor, een in noordelijke en de andere in zuidelijke richting. Via overloopwissels kunnen de sporen van het depot ook vanaf het oostelijke spoor worden bereikt. Behalve deze sporen zijn er ook voorbereidingen getroffen voor een aftakking richting spoorwegstation Losino-ostrovskaja iets verder naar het noordoosten. Wegens gevreesde overbelasting van de lijn is deze aftakking nooit gebouwd al zijn de ondergrondse portalen voor deze aftakking wel gebouwd.

## Reizigersverkeer
De eerste metro in noordelijke richting vertrekt doordeweeks om 6:03 uur, in het weekeinde op oneven dagen om 6:02 uur en op even dagen om 6:04 uur. Richting centrum is het eerste vertrek in het weekeinde om 5:31 uur op even dagen doordeweeks om 5:29 uur en op oneven dagen om 5:30 uur.